# Левушина, Александра Юлиановна
Левушина Александра Юлиановна (15 марта 1918, Петроград, РСФСР — 9 декабря 1994, Санкт-Петербург, Российская Федерация) — советская художница, живописец, член Санкт-Петербургского Союза художников (до 1992 года — Ленинградской организации Союза художников РСФСР).

## Биография
Левушина Александра Юлиановна родилась 15 марта 1918 года в Петрограде в рабочей семье. Её отец Шотт Юлиан Александрович работал механиком на авиационном заводе. Мать Серова Вера Николаевна занималась домашним хозяйством и воспитанием детей. Мать была родом из Бежецка Тверской губернии, давшей 20 веку много необычайно талантливых художников. Среди них ленинградские живописцы Александр Самохвалов, Сергей Осипов, Пётр Бучкин, Виктор Тетерин, Юрий Тулин и другие. Возможно, это предопределило выбор будущей профессии и юной Александры Левушиной. После окончания школы семилетки в 1935 она поступила в знаменитый Ленинградский художественно-педагогический техникум, который окончила в 1939 году. Затем, готовясь к поступлению в ЛИЖСА, два года занималась в старших классах Средней художественной школы при Всероссийской Академии художеств, которую окончила в июне 1941 года.
Начавшаяся война изменила планы. Левушина в течение всей блокады оставалась среди защитников Ленинграда, работала на строительстве оборонительных укреплений, в отрядах МПВО, на фабрике Скороход, выпускавшей боеприпасы для фронта. Награждена медалями «За оборону Ленинграда» и «За доблестный труд в Великой Отечественной войне 1941-1945 гг.». В 1944 после окончательного снятия блокады и возвращения из эвакуации ЛИЖСА Левушина поступила на живописное отделение института. Занималась у Александра Зайцева, Генриха Павловского, Семёна Абугова. В 1950 окончила институт по мастерской профессора Михаила Авилова с присвоением квалификации художника живописи, дипломная работа - жанровая картина «Ленинградский пейзаж».
После окончания института работала по договорам в Ленизо. В 1950 году была принята в члены Ленинградского Союза советских художников. С этого же года участвовала в выставках, экспонируя свои работы вместе с произведениями ведущих мастеров изобразительного искусства Ленинграда. Писала преимущественно пейзажи, а также тематические картины. Неоднократно работала в доме творчества художников в Старой Ладоге. Среди произведений, созданных Левушиной, картины «Вечереет», «Поле» (обе 1953), «Весна» (1954), «На ленинградской свиноферме» (1957), «Волхов» (1961) и другие.
Скончалась 9 декабря 1994 года в Петербурге на 77-м году жизни.
Произведения А. Ю. Левушиной находятся в музеях и частных собраниях в России и за рубежом.

## Выставки
- 1953 год (Ленинград): Весенняя выставка произведений ленинградских художников.
- 1954 год (Ленинград): Весенняя выставка произведений ленинградских художников.
- 1955 год (Ленинград): "Весенняя выставка произведений ленинградских художников".
- 1957 год (Ленинград): 1917 - 1957. Выставка произведений ленинградских художников, .
- 1961 год (Ленинград): «Выставка произведений ленинградских художников» открылась в залах Государственного Русского музея .